# Hydaticus agaboides
Hydaticus agaboides är en skalbaggsart som beskrevs av Sharp 1882. Hydaticus agaboides ingår i släktet Hydaticus och familjen dykare. Inga underarter finns listade i Catalogue of Life.